# آوان (شهر)
آوان (انگلیسی: Awan) نام شهر و منطقه ای باستانی از تمدن ایلام بود. در بین سال‌های ۲۷۰۰ تا ۱۶۰۰ پیش از میلاد دولت-شهر اوان در غرب ایران واقع بود که امروزه اطلاعات کمی از آن شناخته شده‌است. با وجود گمانه‌زنی‌های گوناگون، مکان دقیق این شهر ناشناخته است.

## تأسیس و گسترش
شهر را شخصی با نام پلی تأسیس کرد که بازماندگانش با نام «سلسله پلی» (سلسله ای از فرمانروایان ایلامی) شناخته می‌شوند، اما بیشتر به خاطر اسم شهر پادشاهی اوان شناخته می‌شود
طبق فهرست پادشاهان سومری، آوان در حدود ۲۴۵۰ پیش از میلاد به اولین سلسله اور پایان داد و سپس سه پادشاه آوان بر مناطق جنوبی سومر حکومت کردند.

## زوال و سقوط
در حدود ۲۳۰۰–۲۲۰۰ قبل از میلاد، امپراتوری اکد پیروزی‌های متعددی را بر آوان، تحت فرمانروایی سارگون بزرگ، ریموش و نارام‌سین به دست آورد. با این حال این امپراطوری با هیتا، نهمین پادشاه آوان، پیمان همکاری امضا کرد.
آوان در زمان پادشاهی شار کالی شری از امپراطوری اکدی مستقل شد. اما مدتی بعد، سلسله اوان با مرگ آخرین پادشاه آن، کوتیک اینشوشیناک به پایان رسید و به دنبال آن حکومت سلسله سوم اور بر منطقه بین سال‌های حدود ۲۱۰۰–۲۰۰۰ ق. م آغاز گشت.

## گمان‌ها در مورد جایگاه دولت-شهر اَوان
مکان دولت-شهر اَوان روشن نیست و پژوهشگران نظرهای گوناگونی در مورد جایگاه این دولت-شهر مطرح کرده‌اند.
پوبل و گوتز، اَوان را در ایلام (منظورشان خوزستان است) و نه چندان دور از شوش می‌دانند. والتر هینتس گمان می‌برد اَوان در اطراف دزفول کنونی واقع بوده و محمدزمان خدایی اَوان را در موضع شهر شوشتر می‌داند. هانسمن، با فرض ارتباط معنادار میان ارجاعات به اَوان و انشان، اَوان را منطقه‌ای می‌داند که پایتخت آن شهر انشان بود. وی محل انشان را در بیضا در استان فارس می‌داند. والات حدس می‌زند که منطقه اَوان در کوه‌های زاگرس در لرستان، یا شاید در کردستان بوده‌است.

## فهرست پادشاهان اوان[۵]
| خاندان یکم اوان، ح۲۶۰۰- ح۲۵۵۰پ. م                   |       |          |               |            |            |                   | |
| نام دیهیمی                                          | نگاره | فرنام    | زادروز- مرگ   | آغاز شاهی  | پایان شاهی | خویشاوندی         | یادداشت |
| شاه ناشناس                                          |       | شاه اوان |               | ح۲۵۸۰پ. م  |            |                   | همزمان با اورنونگل شاه اوروک |
| لو …                                                |       | شاه اوان |               |            |            |                   | |
| کورایشک                                             |       | شاه اوان |               |            | ح۲۵۵۰پ. م  |                   | ۳۶ سال همزمان با لوگال انه موندو شاه ادب و اورننشه شاه لاگاش                                                                              |
| خاندان دوم اوان، ح۲۵۵۰-ح۲۲۷۰پ. م                    |       |          |               |            |            |                   | |
| نام دیهیمی                                          | نگاره | فرنام    | زادروز- مرگ   | آغاز شاهی  | پایان شاهی | خویشاوندی         | یادداشت |
| پلی                                                 |       | شاه اوان |               | ح۲۵۰۰پ. م  |            |                   | |
| تته یکم                                             |       | شاه اوان |               |            |            |                   | |
| اوکو تنهیش                                          |       | شاه اوان |               |            |            |                   | |
| هیشوتش                                              |       | شاه اوان |               |            |            |                   | |
| شوشون ترنه                                          |       | شاه اوان |               |            |            |                   | |
| نپی ایلهوش                                          |       | شاه اوان |               |            |            |                   | |
| کیکو سیوه تمتی                                      |       | شاه اوان |               |            |            |                   | |
| هیشپ رتپ یکم                                        |       | شاه اوان |               |            |            |                   | |
| لوه ایشن                                            |       | شاه اوان | مرگ ح۲۳۲۵پ. م |            | ح۲۳۲۵پ. م  | پسر هیشپ رتپ یکم  | |
| هیشپ رتپ دوم                                        |       | شاه اوان |               | ح۲۳۲۵پ. م  |            | پسر لوه ایشن      | |
| امه سینی                                            |       | شاه اوان | مرگ ۲۳۱۱پ. م  | ح۲۳۱۵پ. م  | ۲۳۱۱پ. م   |                   | |
| هلو                                                 |       | شاه اوان |               |            |            |                   | |
| هیته                                                |       | شاه اوان |               | ح۲۲۷۰ پ. م | ح۲۲۷۰ پ. م |                   | همزمان با نرم سین شاه اکد |
| خاندان سوم اوان، حدود ۲۱۰۰ تا حدود ۲۰۷۸پیش از میلاد |       |          |               |            |            |                   | |
| نام دیهیمی                                          | نگاره | فرنام    | زادروز- مرگ   | آغاز شاهی  | پایان شاهی | خویشاوندی         | یادداشت |
| کوتیک این شوشینَک                                    |       | شاه اوان |               | ح۲۱۰۰پ. م  |            | پسر شینپی هیش هوک | همزمان با اورنمو شاه اور. شوش در سال‌های ۲۰۷۸ و ۲۰۱۶پ. م به دست سپاهیان اور گشوده شد. پس از وی شاهان سیماشکی رهبری ایلام را در دست گرفتند. |